# Manoel de Barros
Manoel Wenceslau Leite de Barros (* 19. Dezember 1916 in Cuiabá; † 13. November 2014 in Campo Grande) war ein brasilianischer Schriftsteller und Lyriker.

## Leben und Werk
Manuel de Barros wuchs als zweiter Sohn von João Venceslau Barros und Alice Pompeu Leite de Barros auf deren Familienfarm in der Flussregion des Pantanal auf. Seine Schulbildung erhielt er von seiner Tante Rosa Pompeu de Campos, an einem Internat in Campo Grande, das er von 1925 bis 1928 besuchte, und bis 1934 am Colegio Marista San José in Rio de Janeiro, wo er durch die Predigten von Pater Antônio Vieira inspiriert wurde, eigene Gedichte zu schreiben.
Ab den 1930er-Jahren reiste er unter anderem durch Bolivien und später auch nach New York. Seinen ersten Gedichtband Poemas concebidos sem pecado (1937) veröffentlichte er im Alter von 21 Jahren. In den folgenden Jahren führte er ein zurückgezogenes Leben in Rio de Janeiro und studierte Jura an der Universität von Rio de Janeiro. Er lernte Guimarães Rosa kennen, als dieser das Pantanal besuchte.
Nachdem sein Vaters 1949 verstorben war, zog de Barros zusammen mit seiner Frau Stella zurück in die Pantanal-Region, um eine Rinderfarm zu übernehmen, die er von seinem Vater geerbt hatte. Seitdem schrieb und veröffentlichte er neben der landwirtschaftlichen Arbeit weiterhin Gedichte und fand allmählich Anerkennung. Von seinem Gedichtband Arranjos para assobio (1982) war Schriftsteller und Zeichner Millôr Fernandes derart begeistert, dass er ihn in Intellektuellenkreisen von Rio de Janeiro verbreitete. Sein Durchbruch gelang Manoel de Barros mit dem Gedichtband O guardador de águas (1989), für den er 1990 mit dem Jabuti-Preis ausgezeichnet wurde.

## Rezeption und Würdigung
Manoel de Barros gilt als „Dichter des Pantanal“, weil sein gesamtes Werk von bioregionalen Elementen wie Pflanzen, Tiere, Flüsse des Sumpfgebiets von Mato Grosso do Sul durchzogen ist, obwohl er selbst diese Bezeichnung abgelehnt hat. Von Kritikern wird er als einer der großen Namen der zeitgenössischen brasilianischen Poesie angesehen, Carlos Drummond de Andrade erachtete Manoel de Barros als größten Dichter Brasiliens.
Der brasilianische Filmemacher Joel Pizzini widmete Manoel de Barros einen Kurzfilm mit dem Titel Caramujo Flor (1988). Die beiden Seiten von de Barros – die ländlich-archaische und die städtisch-moderne – werden darin von zwei verschiedenen Schauspielern verkörpert: Ney Matogrosso und Rubens Corrêa. Der Dokumentarfilm Só Dez Por Cento é Mentira (2008) von Pedro Cezar widmet sich Leben und Werk von Manoel de Barros.
Barros wurde für seine Arbeit mehrfach ausgezeichnet, darunter zweimal mit dem Prêmio Jabuti, dem wichtigsten Literaturpreis Brasiliens. Im Jahr 1998 wurde der Dichter mit dem „Nationalen Literaturpreis des brasilianischen Kulturministeriums“ für sein Gesamtwerk ausgezeichnet.

## Werke (Auswahl)
- Poemas concebidos sem pecado, 1937 (Neuauflage: Alfaguara, Rio de Janeiro, 2016).
- Face imóvel, Século XX, Rio de Janeiro, 1942.
- Compêndio para uso dos pássaros, Livraria São José, Rio de Janeiro, 1961.
- Arranjos para assobio, Editora Civilização Brasileira, Rio de Janeiro, 1982.
- O guardador de águas, 1989 (Neuauflage: Alfaguara, Rio de Janeiro, 2017).
- Gramática expositiva do chão, Editora Civilização Brasileira, Rio de Janeiro, 1990.
- Retrato do artista quando coisa, 1998 (Neuauflage: Alfaguara, Rio de Janeiro, 2022).
- O Fazedor de Amanhecer, Salamandra, Rio de Janeiro, 2001.